# Aeroklub Gdański
Aeroklub Gdański – jeden z aeroklubów regionalnych, wchodzących w skład Aeroklubu Polskiego. 

## Historia

### Dwudziestolecie międzywojenne
Działalność lotnicza Polaków w Wolnym Mieście Gdańsku początkowo była skupiona w Kole Lotniczym Polaków Studentów Politechniki Gdańskiej. W 1926 r. Koło miało dwunastu członków i dysponowało fachową biblioteką. Jego głównym zadaniem było ułatwianie polskim studentom edukacji w zakresie techniki lotniczej. W 1929 r., za zgodą Zarządu Głównego Aeroklubu Akademickiego, Koło zmieniło nazwę na Akademicki Aeroklub Gdański. Ponieważ statut ZPAA przewidywał zrzeszanie organizacji mających siedzibę na terenie Rzeczypospolitej zgłoszenie AAG było przyjęte początkowo warunkowo. 

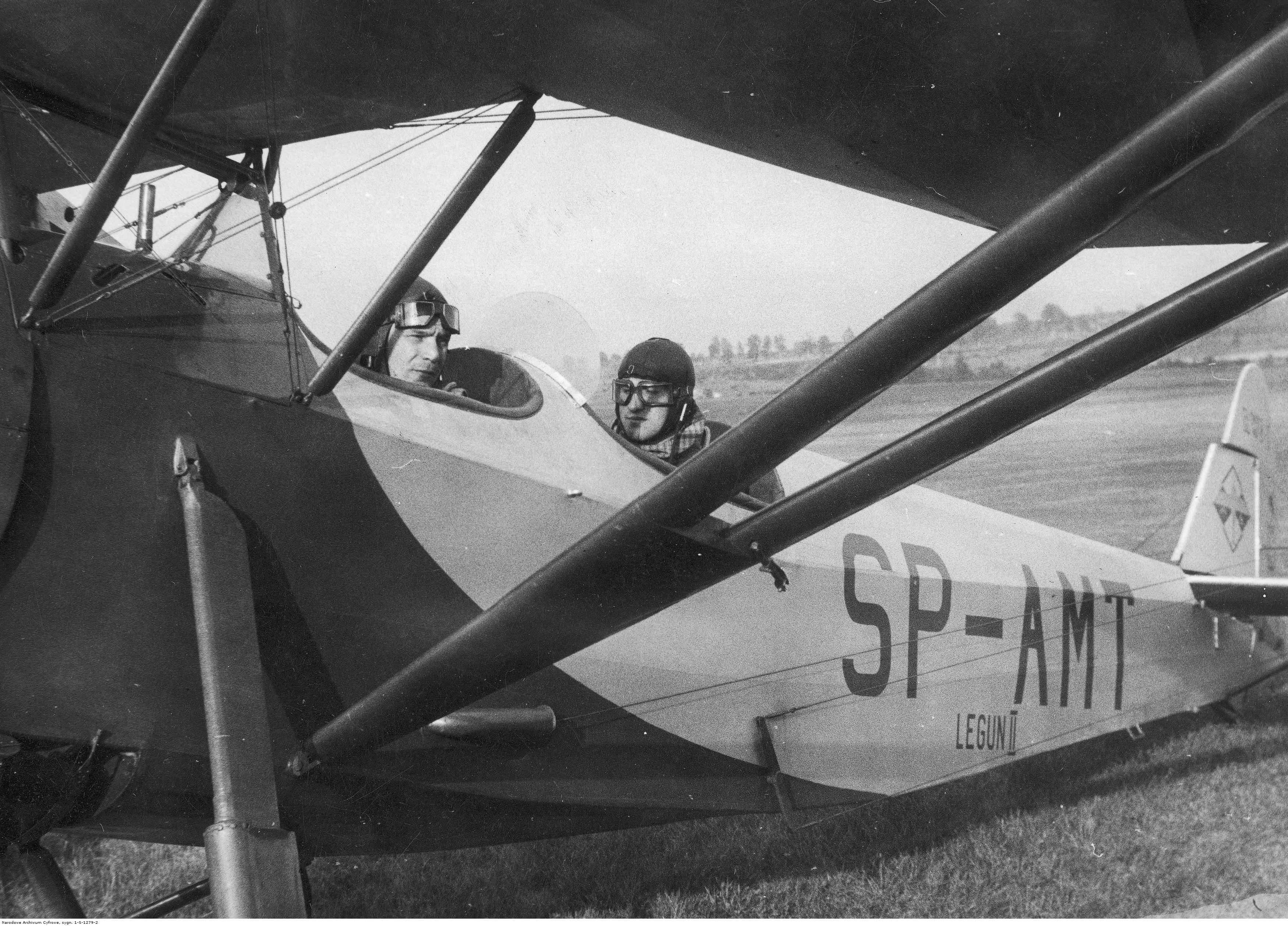
Załoga Aeroklubu Gdańskiego - Jan Wróblewski (pierwsza kabina) i Marian Błachowski (druga kabina) - w samolocie RWD-8 podczas zawodów lotniczych w Katowicach

12 lipca 1929 odbyło się pierwsze walne zebranie z udziałem przedstawiciela ZPAA. Na tym zebraniu wybrano pierwsze władze Aeroklubu. Prezesem został Kazimierz Dzwonkowski, jego zastępcą B. Bielawski, sekretarzem i skarbnikiem R. Antes. W listopadzie doszło do zmian we władzach nowym Prezesem wybrano Rudolfa Płoszka.  Działalność Aeroklubu została wsparta przez LOPP, który przyznał mu w lutym 1931 r. 5100 złotych na działalność. Aeroklub rozpoczął normalną działalność, rozpoczęto poszukiwanie terenów do uprawiania szybownictwa oraz w Państwowych Zakładach Lotniczych zamówiono samolot PZL-5. Ponadto, własnymi siłami, rozpoczęto budowę szybowca CW-III. W marcu 1931, po przedłożeniu niemieckojęzycznej wersji statutu, udało się zarejestrować Akademicki Aeroklub Gdański w sądzie gdańskim jako Stowarzyszenie. W lipcu 1931 r. załoga pil. inż. A. Janowski i pasażer pil. Zbigniew Babiński na samolocie PZL-5 wzięła udział w II Zlocie Podhalańskim. Nie została sklasyfikowana z uwagi na niedopełnienie formalności zgłoszeniowych. 15 sierpnia w III-cim Locie Południowo-Zachodniej Polski z Aeroklubu Gdańskiego na JD-2 wystartował kpt. Zbigniew Babiński. Z powodu awarii silnika nie wykonał  przelotu po trasie Lotu i został wyeliminowany z konkursu.
Aby umożliwić odbywanie praktyk lotniczych polskim studentów w Gdańsku (Politechnika nie pozwalała na to Polakom) Aeroklub wnioskował o dostęp do gdańskiego lotniska, ale prośba została rozpatrzona odmownie przez Senat Wolnego Miasta. Rozpoczęto poszukiwania terenu do prowadzenia własnej działalności lotniczej i wybrano lokalizację w rejonie Rumi. W 1933 r. powstało tam już pełnoprawne lotnisko z hangarem i warsztatem. Działalność rozszerzono o zajęcia z modelarstwa, które prowadzono we współpracy z Gimnazjum Polskim w Gdańsku. 
W lipcu 1935 r. Aeroklub zorganizował I Zlot nad Morze, który stał się imprezą coroczną organizowaną z okazji Dni Morza. W 1936 r. Aeroklub Gdański zwyciężył zespołowo w VI Krajowym Lotniczym Konkursie Turystycznym. W II Zlocie do Morza, rozegranym 4 lipca 1936 r. zwyciężyła załoga z Gdańska w składzie Antoni Matheus i Witold Frąckowiak. W I Locie Pomorskim rozegranym w dn. 18-19 lipca zwyciężyła gdańska załoga w składzie Stefan Praschil i Edmund Jereczek. W tym samym roku Stanisław Petrusewicz zwyciężył w II Zlocie Gwiaździstym do Białej Podlaskiej. 
W 1937 r. Aeroklub otrzymał 5 samolotów ufundowanych przez polskie społeczeństwo (dwa RWD-8, dwa RWD-10 oraz RWD-13). W VII Krajowych Zawodach Lotniczych zorganizowanych w sierpniu 1937 r. Aeroklub Gdański zajął trzecie miejsce, ustępując Warszawie i Lwowowi. Najlepsze wyniki jednak osiągnęła załoga z Gdańska - Anotoni Matheus i Witold Frąckowiak. W IV Locie Północno-Zachodniej Polski, rozegranym w lipcu 1938 r., Aeroklub mógł poszczycić się zajęciem pierwszego miejsca przez załogę Stanisław Petrusewicz i Józfef Bachleda. W IX Locie Południowo-Zachodniej Polski im. Franciszka Żwirki, rozegranym w maju 1939, Aeroklub Gdański zespołowo zajął trzecie miejsce. 15 lipca 1939 r. odbyła się czwarta edycja Zlotu do Morza, zbiegła się z świętem dziesięciolecia funkcjonowania Aerokubu. Do Rumii przyleciało 150 samolotów, w zawodach wystartowały 44 załogi. 
W 1939 r. Aeroklub Gdański był jednym z jedenastu aeroklubów działających na terenie Polski. Wybuch II wojny światowej przerwał jego działalność.

### Okres Polski ludowej
Reaktywacja działalności lotniczej nastąpiła od września 1945 r., z chwilą utworzenia na Politechnice Gdańskiej Akademickiego Koła Lotniczego. M.in. udało się odtworzyć sekcję szybowcową i spadochronową. Działalność Aeroklubu oficjalnie wznowiono 22 marca 1946 r., a w jego strukturze znalazły się trzy sekcje: samolotową, szybowcową i modelarską. Pierwszym lotniskiem aeroklubowym było Strzebielino, w 1947 AG przeniósł się do Wrzeszcza. W latach 1952-1957 Aeroklub został włączony do Ligi Przyjaciół Żołnierza, jego odrębność przywrócono 1 kwietnia 1957 r. Struktura uległa rozwinięciu, w Aeroklubie pojawiła się sekcja spadochronowa. W 1959 r. na aeroklubowym lotnisku zorganizowano III konkurs akrobacji szybowcowej. W V Spadochronowych Mistrzostwach Polski, rozegranym w tym samym roku, Ireneusz Zapaśnik zajął drugie miejsce.
Aeroklub przywrócił również organizację Zlotu do Morza. W V Całorocznych Zawodach Spadochronowych w 1962 r. zwyciężył Andrzej Kiryłuk. W VI Spadochronowych Mistrzostwach Polski w 1963 r. zdobyła mistrzostwo. W X Samolotowych Mistrzostwach Polski zorganizowanych w 1965 r. załoga aeroklubowa Mieczysław Dąbrowski i Eugeniusz Dorosiewicz zajęła trzecie miejsce. W X Spadochronowych Mistrzostwach Polski w 1965 r. Antonina Chmielarczyk zajęła drugie miejsce w kategorii kobiecej. W XII Całorocznych Zawodach Szybowcowych w 1966 r. zwyciężył Marek Kochanowski. W 1966 r. odbyły się I Mistrzostwa Polski Kobiet w szybownictwie. Maria Olszewska, reprezentująca AG, zajęła trzecie miejsce. W organizowanych, od 1960 r., przez Aeroklub Zawodach Spadochronowych o Puchar Zatoki Gdańskiej na Celność Lądowania w 1966 r. przeprowadzono pierwsze na świecie skoki nocne z lądowaniem w morzu. W XII Spadochronowych Mistrzostwach Polski w 1967 r. Irena Koszykowa zajęła drugie miejsce w kategorii kobiecej. 
W V Mistrzostwach Kobiet, rozegranych w 1970 r., Irena Kostka zajęła trzecie miejsce. W XII Jeżowskich Zawodach Szybowcowych o Puchar "Skrzydlatej Polski", rozegranych w 1972 r., zwyciężył Marek Kochanowski. W XIII Spadochronowych Mistrzostwach Polski Juniorów w 1977 r. zwyciężył Mirosław Pokropek. W XIII Zawodach Szybowcowych im. Szczepana Grzeszczyka, rozegranych w 1979 r., pierwsze miejsce zajął Leszek Dunowski.

### Od 1990
Po przemianach ustrojowych Aeroklub Gdański wszedł w skład 9. Okręgu Aeroklubu Polskiego. Obecną siedzibą aeroklubu jest lotnisko Pruszcz Gdański należące do 49 Bazy Śmigłowców Bojowych. W 2013 na wniosek aeroklubu zarejestrowano trawiaste lądowisko Pruszcz-Aeroklub, które znajduje się na północ od betonowego pasa startowego lotniska.
W ramach Aeroklubu Gdańskiego funkcjonuje 6 sekcji:
- samolotowa
- szybowcowa
- balonowa
- spadochronowa
- motolotniowa
- modelarska